# Championnat du Vanuatu de football 2018
Navigation
Édition précédente Édition suivante
La saison 2018 du Championnat du Vanuatu de football est la 11e édition du championnat national, appelé la National Soccer League. La compétition permet de confronter les meilleures équipes des différentes provinces de l'archipel, afin de déterminer les représentants du Vanuatu en Ligue des champions de l'OFC.
La compétition change de format cette saison avec un fonctionnement en plusieurs phases :
- Les clubs de la province de Port-Vila continuent à s'affronter entre eux, au sein du championnat local, la Premia Divisen, en matchs aller-retour. Le vainqueur de la phase régulière est sacré champion, et les quatre premiers se qualifient pour le Top 4, qui détermine la formation de Port-Vila à la fois qualifiée pour la Ligue des champions, mais aussi pour la finale nationale.
- Une autre compétition, la National Soccer League, regroupe les champions des autres provinces du pays au sein d'une poule unique où ils s'affrontent une fois. Comme pour la compétition de Port-Vila, le vainqueur se qualifie à la fois pour la Ligue des champions et pour la finale nationale.
- La finale nationale voit s'affronter la meilleure formation issue de la Ligue de Port-Vila et celle issue des autres provinces sur un seul match, disputé sur terrain neutre.

C'est la formation d'Erakor Golden Star qui remporte la compétition nationale après avoir battu Malampa Revivors. C'est le premier titre de l'histoire du club. 

## Compétition

### Ligue de football de Port-Vila

#### Participants
- Amicale Football Club
- Tafea FC
- Erakor Golden Star
- Tupuji Imere FC
- Sia-Raga FC
- Mauwia FC
- Ifira Black Bird FC
- Shepherds United FC - Promu de D2

#### Résultats
Le classement est établi sur le barème de points classique (victoire à 3 points, match nul à 1, défaite à 0). 
| Rang | Équipe                | Pts | J  | G | N | P  | Bp | Bc | Diff |  | Résultats (▼ dom., ► ext.) | Tup | Era | Taf | Ifi | She | Ami | Sia | Mau |
| ---- | --------------------- | --- | -- | - | - | -- | -- | -- | ---- |  | -------------------------- | --- | --- | --- | --- | --- | --- | --- | --- |
| 1    | Tupuji Imere FC       | 28  | 14 | 8 | 4 | 2  | 21 | 10 | +11  |  | Tupuji Imere FC            |     | 1-1 | 1-0 | 1-0 | 2-1 | 2-0 | 1-1 | 3-0 |
| 2    | Erakor Golden Star    | 28  | 14 | 9 | 1 | 4  | 28 | 18 | +10  |  | Erakor Golden Star         | 2-1 |     | 1-0 | 1-3 | 0-3 | 3-1 | 1-0 | 2-1 |
| 3    | Tafea FC              | 25  | 14 | 7 | 4 | 3  | 18 | 11 | +7   |  | Tafea FC                   | 0-0 | 2-0 |     | 1-1 | 2-1 | 1-1 | 1-0 | 3-1 |
| 4    | Ifira Black Bird FC   | 24  | 14 | 7 | 3 | 4  | 21 | 18 | +3   |  | Ifira Black Bird FC        | 2-1 | 0-4 | 2-1 |     | 1-3 | 2-0 | 1-1 | 4-2 |
| 5    | Shepherds United FCP  | 23  | 14 | 7 | 2 | 5  | 22 | 14 | +8   |  | Shepherds United FCP       | 1-2 | 2-0 | 0-0 | 3-0 |     | 0-0 | 0-1 | 1-0 |
| 6    | Amicale Football Club | 15  | 14 | 3 | 6 | 5  | 14 | 16 | -2   |  | Amicale Football Club      | 0-0 | 1-3 | 0-1 | 0-0 | 4-2 |     | 1-1 | 3-0 |
| 7    | Sia-Raga FC           | 13  | 14 | 3 | 4 | 7  | 13 | 20 | -7   |  | Sia-Raga FC                | 1-2 | 2-3 | 1-2 | 0-4 | 1-2 | 1-1 |     | 2-1 |
| 8    | Mauwia FC             | 0   | 14 | 0 | 0 | 14 | 10 | 40 | -30  |  | Mauwia FC                  | 1-4 | 1-7 | 2-4 | 0-1 | 1-3 | 0-2 | 0-1 |     |

|  | Qualification pour le Top 4                      |
|  | Participation au barrage de promotion-relégation |
|  | Relégation directe en Fes Divisen                |
|  | P : Promu de Fes Divisen                         |

#### Top 4
|  | Demi-finales | Demi-finales        | Demi-finales |  |   | Barrage                 | Barrage     | Barrage     |   |                     | Grande finale | Grande finale      | Grande finale |
|  |              |                     |              |  |   |                         |             |             |   |                     |               |                    |               |
|  | 19 mai 2018  |                     |              |  |   |                         |             |             |   |                     |               |                    |               |
|  | 1            | Tupuji Imere FC     | 1            |  |   |                         |             |             |   |                     | 2 juin 2018   | 2 juin 2018        | 2 juin 2018   |
|  | 2            | Erakor Golden Star  | 3            |  |   | 26 mai 2018             | 26 mai 2018 | 26 mai 2018 |   |                     | 2             | Erakor Golden Star | 2             |
|  |              |                     |              |  | 1 | Tupuji Imere FC         | 1 (2)       |             | 4 | Ifira Black Bird FC | 0             |                    |               |
|  | 19 mai 2018  | 19 mai 2018         | 19 mai 2018  |  | 4 | Ifira Black Bird FC tab | 1 (4)       |             |   |                     |               |                    |               |
|  | 3            | Tafea FC            | 0 / 0        |  |   |                         |             |             |   |                     |               |                    |               |
|  | 4            | Ifira Black Bird FC | 0 / 3        |  |   |                         |             |             |   |                     |               |                    |               |

### National Soccer League

#### Participants
- AS Concord - Représentant de la province de Penama
- Malnaruru FC - Représentant de la province de Shefa
- Medics FC - Représentant de la province de Tafea
- Malampa Revivors FC - Représentant de la ville de Luganville
- Vaum United FC - Représentant de la ville de Luganville

#### Résultats
Toutes les rencontres ont eu lieu au Soccer City Stadium de Luganville
| Rang | Équipe              | Pts | J | G | N | P | Bp | Bc | Diff |  | Résultats (▼ dom., ► ext.) | Mlp | Vau | Med | Mln | ASC |
| ---- | ------------------- | --- | - | - | - | - | -- | -- | ---- |  | -------------------------- | --- | --- | --- | --- | --- |
| 1    | Malampa Revivors FC | 9   | 4 | 3 | 0 | 1 | 14 | 7  | +7   |  | Malampa Revivors FC        |     | 2-3 | 4-1 | 5-1 | 3-2 |
| 2    | Vaum United FC      | 9   | 4 | 3 | 0 | 1 | 12 | 6  | +6   |  | Vaum United FC             |     |     | 1-0 | 1-2 | 7-2 |
| 3    | Medics FC           | 6   | 4 | 2 | 0 | 2 | 10 | 6  | +4   |  | Medics FC                  |     |     |     | 3-0 | 6-1 |
| 4    | Malnaruru FC        | 6   | 4 | 2 | 0 | 2 | 5  | 10 | -5   |  | Malnaruru FC               |     |     |     |     | 2-1 |
| 5    | AS Concord          | 0   | 4 | 0 | 0 | 4 | 6  | 18 | -12  |  | AS Concord                 |     |     |     |     |     |

|  | Qualification pour la Ligue des champions de l'OFC 2019 et la finale nationale |

### Club Championship Final
| 9 juin 2018 | Malampa Revivors FC | 1 - 1 | Erakor Golden Star | Luganville Soccer City Stadium, Luganville |  |
|             |                     |       |                    |                                            |  |
|             | Tirs au but 5-6     |       |                    |                                            |  |

## Bilan de la saison
| Championnat du Vanuatu de football 2018 |                                |
| Champion                                | Erakor Golden Star (1er titre) |
| Qualifications continentales            |                                |
| Ligue des champions de l'OFC 2019       | Erakor Golden Star             |
| Ligue des champions de l'OFC 2019       | Malampa Revivors FC            |
| Promotions et relégations               |                                |
| Promus en PVFA Lik Premia Divisen       | ABM Galaxy Football Club       |
| Promus en PVFA Lik Premia Divisen       | Yatel FC                       |
| Relégués en PVFA Lik Fes Divisien       | Mauwia FC                      |
| Relégués en PVFA Lik Fes Divisien       | Sia-Raga FC                    |